# Parque Nacional de Alucemas
O Parque Nacional de Alucemas (em francês: Al Hoceima) é um parque nacional situado no nordeste de Marrocos, a oeste da cidade de Alucemas, na província homónima, que faz parte da região de Taza-Alucemas-Taunate.
Limitado a norte pela costa mediterrânica e a sul pela estrada nacional N16, o parque estende-se sobre uma área de 48 460 ha que, além da parte terrestre constituída pelo maciço de Bokkoyas, inclui uma parte marítima com 19 000 ha. É um local de grande beleza natural, onde se encontram alguns dos trechos de costa rochosa mais bem preservados do norte de Marrocos. O maciço calcário com altas falésias, que chegam a atingir os 700 m de altura estende-se por cerca de 40 km que vão até à costa, com montanhas como fundo, constituindo uma paisagem de grande diversidade geográfica e biológica.
As principais localidades dentro do parque são Aduz e Tausart, pertencentes à comuna de Ruadi, célebre pelo seu soco (Souk el Had Rouadi). O parque faz parte dos territórios tradicionais da tribo rifenha dos Bocoya.
Na parte ocidental do parque encontra-se o Ilhote de Vélez de la Gomera, originalmente uma ilha, que desde a década de 1930 se encontra ligada ao continente de forma permanente devido a um terramoto. O ilhote é uma das possessões espanholas (em castelhano: plazas de soberanía).

## Ambiente e conservação
Os principais valores do parque são a sua vegetação mediterrânica, que em alguns locais se encontra muito bem preservada, onde se destacam, entre outras espécies florestais, o araar (cipreste do Atlas ou de Cartagena), o lentisco (aroeira, Pistacia lentiscus), Periploca angustifolia, Ephedra fragilis, etc.
Entre as espécies animais, destaca-se a águia-pesqueira, cuja maior população do Mediterrâneo se encontra no parque, e a gaivota-de-audouin, que nidifica nas Ilhas Chafarinas e na ilha de Terra (Isla de Tierra), na Baía de Alucemas, mas passa grande parte do tempo nas águas do parque.